# Сануково
Сану́ково (рос. Сануково, марій. Санук) — присілок у складі Гірськомарійського району Марій Ел, Росія. Входить до складу Єласівського сільського поселення.

## Населення
Населення — 64 особи (2010; 80 у 2002).
Національний склад (станом на 2002 рік):
- гірські марійці — 99 %